# Rezerwat przyrody Lubiaszów
Rezerwat przyrody Lubiaszów – leśny rezerwat przyrody położony na terenie gmin Sulejów i Wolbórz, w powiecie piotrkowskim, w województwie łódzkim, w pobliżu miejscowości Lubiaszów. Znajduje się w granicach Sulejowskiego Parku Krajobrazowego wchodzącego w skład zespołu Nadpilicznych Parków Krajobrazowych.
Jest to rezerwat leśny o powierzchni 202,49 ha. Utworzony został w 1958 roku w celu zachowania fragmentu lasu mieszanego z dużym udziałem jodły, która stanowi pozostałość lasu pierwotnego na Wyżynie Łódzkiej z licznymi roślinami objętymi ochroną gatunkową. Ochronie podlega najlepiej zachowany w tej części Polski obszar roślinności leśnej zróżnicowany na cztery typy fitocenoz: grąd jodłowy, grąd typowy, świetlista dąbrowa i dębowo-jodłowy bór mieszany, z czego najważniejszy jest tzw. „czarny las”, czyli grąd jodłowy. W rezerwacie występują stare drzewostany jodły w wieku do 150 lat, o wysokości ponad 35 m; grupa modrzewia polskiego w wieku 140 lat o wysokości 40 m oraz 200-letnie dęby. Wszystkie z tych drzew spełniają kryteria pomników przyrody. Flora naczyniowa rezerwatu liczy około 350 gatunków w tym duża część gatunków roślin chronionych. Zalicza się do nich między innymi: bluszcz pospolity, barwinek pospolity, kopytnik, lilia złotogłów, naparstnica zwyczajna, orlik pospolity, pluskwica europejska, wawrzynek wilczełyko, storczyki i widłaki. Cały ekosystem rezerwatu jest interesującym terenem badań nad ekologią biocenoz leśnych oraz rolą w środowisku licznych gatunków roślin i zwierząt.
Według obowiązującego planu ochrony ustanowionego w 2011 roku, obszar rezerwatu objęty jest ochroną czynną.